# Dirkir Glay
Dirkir Glay (Monrovia, 1º gennaio 1992) è un calciatore liberiano, difensore del LISCR.

## Carriera

### Club
Ha giocato nella massima serie dei campionati liberiano, keniota ed indonesiano.

### Nazionale
Tra il 2015 e il 2019, ha giocato 11 partite con la nazionale liberiana.

## Palmarès

### Club

#### Competizioni nazionali
- Campionato keniota: 1

Gor Mahia: 2015